# واردی آلفو
واردی آلفو (انگلیسی: Wardy Alfaro؛ زادهٔ ۳۱ دسامبر ۱۹۷۷) یک بازیکن فوتبال اهل کاستاریکا است.
وی همچنین در تیم ملی فوتبال کاستاریکا بازی کرده‌است.